# Hypostominae
Los hipostominos son una subfamilia de peces siluriformes pertenecientes a la familia Loricariidae.
Estudios llevados a cabo con los representantes de algunos géneros de Hypostominae mostró, que dentro de este grupo, el número diploide oscila entre 2n = 52 a 2n = 80. Sin embargo, la amplia diversidad de la familia Loricariidae o la subfamilia Hypostominae presentaría está casi exclusivamente restringido al género Hypostomus , ya que las especies de los otros géneros mantendrían un número diploide similar.

## Tribus

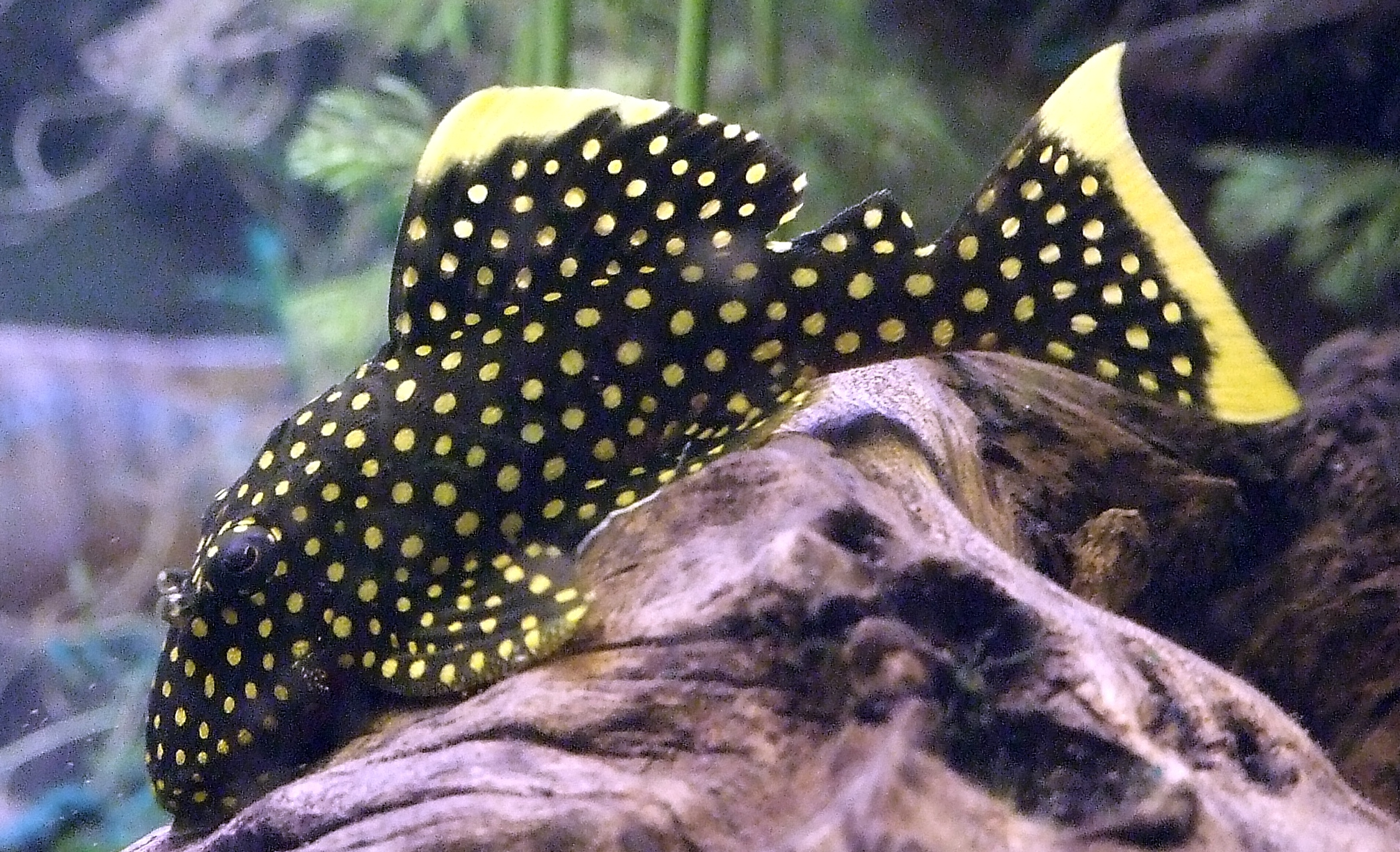
Baryancistrus xanthellus

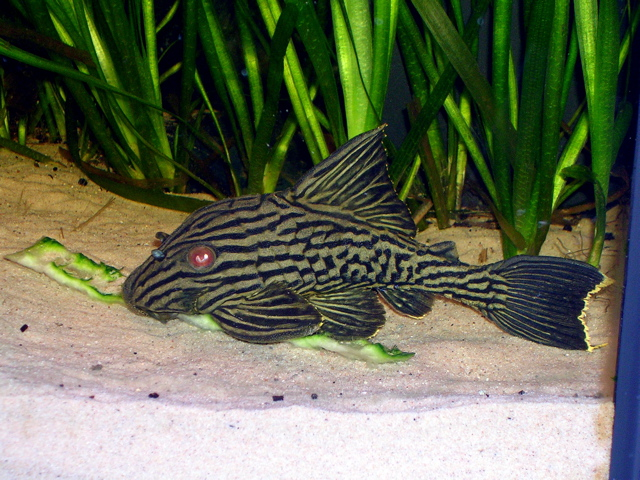
Panaque nigrolineatus

- Corymbophanini
  - Corymbophanes
- Hypostomini
  - Aphanotorulus
  - Hypostomus
  - Isorineloricaria
  - Squaliforma
- Pterygoplichthyini
  - Pterygoplichthys
- Rhinelepini
  - Pogonopoma
  - Pseudorinelepis
  - Rhinelepis
- Incertae sedis
  - Leptoancistrus
  - Peckoltia